# Machtelite
Der Begriff der Machteliten bezeichnet Eliten, zu denen Akteure unterschiedlicher gesellschaftlicher Felder gehören, die auf Grundlage des (ggf. gemeinsamen) Zugriffs auf Machtmittel (wie etwa sozialen Sanktionen) Entscheidungen durchsetzen können. Diese Entscheidungen haben innerstaatliche oder gar überstaatliche Auswirkungen.
Ein Kontrastbegriff zur „Machtelite“ ist die „Leistungselite“; Leistungseliten vermögen aufgrund besonderer (fachlicher oder funktioneller) Leistungen Entscheidungen durchzusetzen.

## Theorie der Machteliten
Der Begriff geht im Wesentlichen auf Charles Wright Mills Studie The Power Elite (1956) zurück, in der er die Eliten der Vereinigten Staaten untersuchte. Nach Mills entstand eine Machtelite erst durch Konzentrationsprozesse im Zuge des New Deals. Sie setze sich aus einem Machtdreieck (The Triangle of Power) aus elitären Zirkeln aus der Politik, dem Militär und der Wirtschaft zusammen. Mills beobachtete, dass die einflussreichen Personen dieser Felder meist eine Spitzenuniversität besucht hatten, Mitglieder der gleichen exklusiven Klubs seien, und dass sie oftmals innerhalb ihres engen Kreises heirateten.
Während Mills nur von einem Dreieck der Macht ausging, haben spätere Sozialwissenschaftler die zunehmende Bedeutung weiterer Sektoren betont. Neben der direkten Einflussnahme auf die Politik wurde verstärkt untersucht, wie Machteliten versuchten, über die Beeinflussung der Öffentlichkeit eine „kulturelle Hegemonie“ (Gramsci) herzustellen.
Nach G. William Domhoff sind in den Vereinigten Staaten die Richtlinien der Politik (policy formation process) durch ein System der „Wirklichkeitsproduktion“ bestimmt, welches durch die Zusammenarbeit von wirtschaftlich abhängigen Universitäten, Denkfabriken und Stiftungen hergestellt worden sei. Auch Pierre Bourdieu richtete mit seinen Veröffentlichungen den Blick auf die Wichtigkeit gesellschaftlicher Bereiche wie Wissenschaft und Medien für die Zusammensetzung heutiger Machteliten.
Laut dem „Insider“ Walther Rathenau bildete sich bis zum Ersten Weltkrieg eine Spitzengruppe von 300 bis 400 Großunternehmern, Großaktionären und Direktoren heraus, die das gesamte europäisch-amerikanische Wirtschaftsleben leiteten. Nach Jürgen Kocka war diese Machtelite, jedoch nicht klar abgegrenzt und geschlossen, sondern wurde durch einen grundsätzlichen Konsens über die Spielregeln und durch ideologische Übereinstimmung zusammengehalten, wobei scharfe Konkurrenzkämpfe auftraten. Es gab kein formales Entscheidungszentrum und über Treffen in Aufsichtsräten oder Kartellversammlungen existierte nur teilweise eine formalisierte Kommunikationsstruktur.
Fritz Fischer vertrat mit der sogenannten „Fischer-These“ die Auffassung, dass ohne das Bündnis der „traditionellen agrarischen und industriellen Machteliten“ mit Hitler um ihre Kriegsziele des Ersten Weltkriegs doch noch zu erreichen, das Dritte Reich und der Zweite Weltkrieg nicht möglich gewesen wäre. Gegen diese These vom Hitlerstaat als „Bündnis der Eliten“ wurde in den 1980er und 1990er von vielen Historikern u. a. eingewandt, dass die damaligen Eliten schwach, desorientiert und fragmentiert gewesen sind und das spätestens ab 1938, die alten Machteliten ihren Einfluss verloren haben und zu Funktionseliten degradiert worden sind.
Hans-Erich Volkmann kommt in seinem Aufsatz „Deutsche Agrareliten auf Revisions- und Expansionskurs“ zu dem Schluss, dass sich Fischers These, von der Kontinuität der Machtstrukturen, für die agrarischen Machteliten weitgehend stützen lässt. Die agrarische Führungsschicht erlag der Faszination des Nationalsozialismus und halfen Hitler an die Macht zu kommen. Sie waren von der Blut-und-Boden-Ideologie motiviert, erträumten ebenfalls ein Ostimperium und strebten eine Autarkie in einem Großwirtschaftsraum an.
Heinrich August Winkler bezeichnet den Bund zur Erneuerung des Reiches als ein geradezu idealtypisches Gremium für die Verflechtung der Machteliten in der späten Weimarer Republik.
Nach Rainer Geißler setzen sich Machteliten aus neun Elitengruppen zusammen, die in den folgenden Sektoren wichtige Entscheidungsträger sind: Politik, Verwaltung, Justiz, Wirtschaft, Gewerkschaften, Massenmedien, Kultur, Wissenschaft und Militär. Mit der Power Structure Research wird versucht, die Verflechtungen der Machteliten zu analysieren.
Der Insider David Rothkopf berichtet in seinen erfolgreichen Büchern Die Super-Klasse und Power, Inc davon, dass sich eine globale Machtelite im Sinne Mills herausgebildet habe. Allerdings sei dies nicht bewusst oder geplant geschehen, sondern weil die modernen Kommunikationsstrukturen und Vernetzungen das Kurzschließen zwischen Spitzenleuten aus allen Bereichen so einfach macht.

## Kritik am Begriff „Machtelite“
Der liberale Soziologe Ralf Dahrendorf kritisierte Anfang der 1960er Jahre Mills Ansatz als Verschiebung von der Klassen- zur Elite-, ja zur Verschwörertheorie. Auch Marxisten kritisierten Mills’ Ansatz, wie beispielsweise sein Freund Ralph Miliband, der in The State in Capitalist Society 1969 dem Konzept der Machtelite das der „herrschenden Klasse“ gegenüberstellte.